# José Lustosa da Cunha Paranaguá
José Lustosa da Cunha Paranaguá, Conde de Paranaguá pela Santa Sé (Rio de Janeiro, 28 de julho de 1855 — 6 de janeiro de 1945) foi um político e abolicionista brasileiro.
Filho do segundo Marquês de Paranaguá.
Nomeado presidente da província do Amazonas por carta imperial de 28 de janeiro de 1882, e após demorada viagem, no dia 17 de março do mesmo ano, assumiu a administração da província, ficando até o ano de 1884, quando retorna ao Rio de Janeiro. Foi na sua administração que começou a construção do suntuoso Teatro Amazonas, um dos mais importantes teatros brasileiros, com projeto de construção apresentado pelo deputado J. Fernandes Júnior e iniciado a construção com a aprovação da lei n°593, de 29 de maio de 1882, sancionada por José Paranaguá, que dispunha de 30 contos de reis para o início das obras, finalizada as obras com gastos totais no valor de 250 contos de reis. Em março de 1883, Paranaguá convoca uma comissão administrativa numa sala do segundo andar do prédio da prefeitura de Manaus, composta por Leovegildo Coelho, João Antony e Charles Brisbin, para a construção do Teatro Amazonas.
Além de político, José Paranaguá era um ávido explorador. Em 1882 seguiu em comitiva a Amatari à procura de cemitério dos índios Miracanguera. Em 12 de julho do mesmo ano subiu o Rio Negro. Explorou o Rio Cuieires à procura dos índios Arauquis, dizimados em 1669 pelo Capitão Favela. Explorou o rio Purus, e o Baixo Amazonas, acompanhado por comitiva do qual fazia parte José Veríssimo.
Foi também nomeado presidente da província de Santa Catarina, por carta imperial de 9 de agosto de 1884, governando o estado de 9 de setembro de 1884 a 22 de junho de 1885, passando o cargo ao vice-presidente Manuel Pinto de Lemos, que completou o mandato em 28 de junho do mesmo ano.
Recebeu da Santa Sé o título de Conde de Paranaguá. 
Casou-se com Mathilde Simonard em 17 de março de 1888 e tiveram um único filho, Pedro Paranaguá. Mathilde, que veio a ser condessa de Paranaguá, nasceu no Rio de Janeiro, em 17 de novembro de 1862 e morreu em 6 de outubro de 1921. Filha de Pedro Simonard e Carolina Resse, sendo esta, filha do barão de São Vitor.